# Biomorfisme

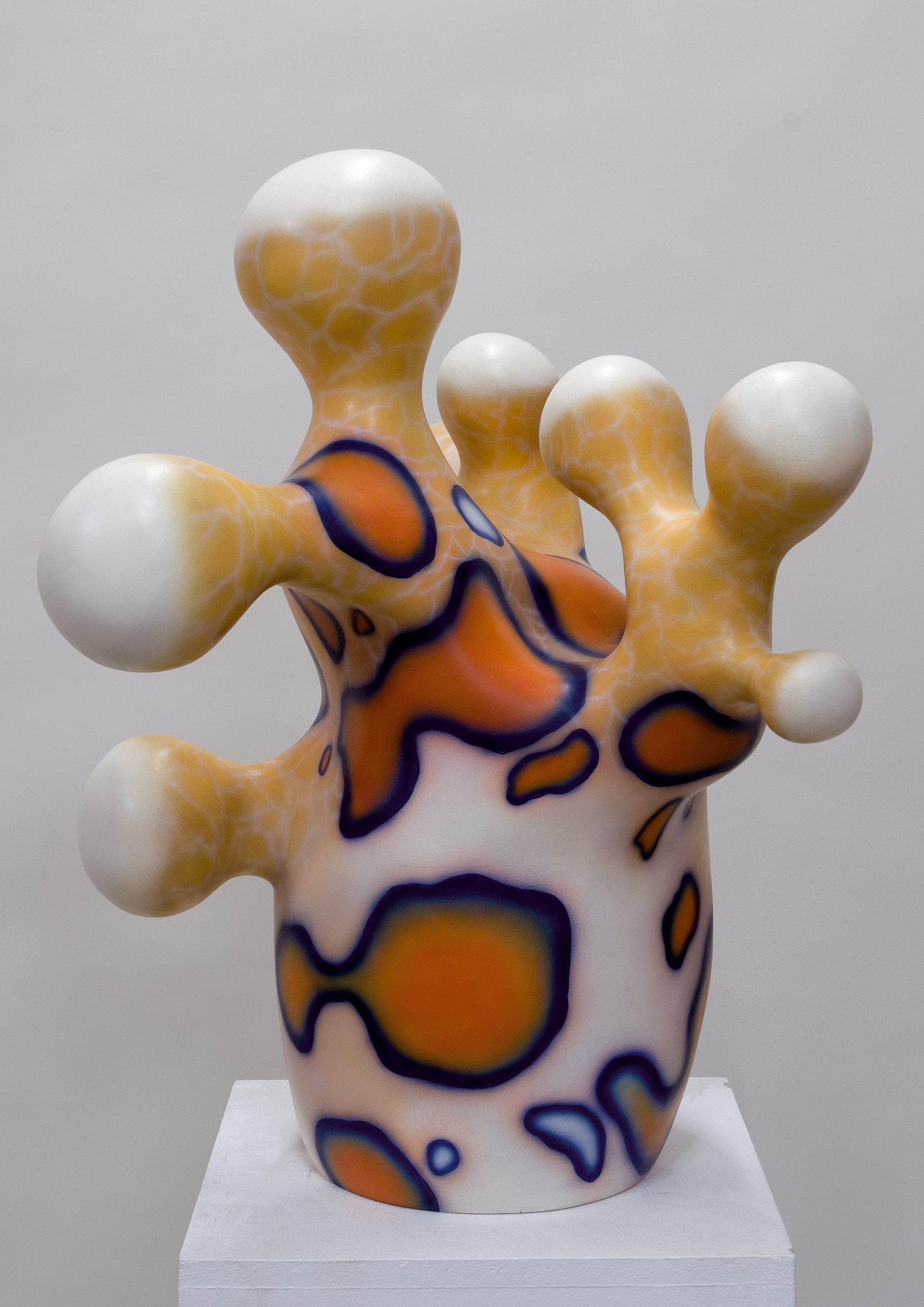
Beeld gemaakt door Marina Schreiber

Biomorfisme is een designstroming en stijl  uit de jaren 1935-1955.

## Herkomst
- Europa

## Hoofdkenmerken
- Combinatie van natuurlijke vormen en hightechmaterialen
- Langwerpige plantaardige vormen
- Samensmeltende naturalistische elementen
- Asymmetrische nierachtige vormen

## Familie van
- Art nouveau
- Modernisme
- Art deco
- Internationale stijl